# Sint-Magnuskerk (Braunschweig)
De Magnuskerk (Duits: Magnikirche) in de Nedersaksische stad Brunswijk is een vroeg-11e-eeuws protestants kerkgebouw en vormt tegenwoordig het middelpunt van de gelijknamige wijk in het oude stadsdeel Altewiek.

## Geschiedenis
Het wijdingsdocument van de Magnuskerk uit het jaar 1031 wordt beschouwd als het eerste schriftelijk bewijs van het bestaan van wat nu de stad Brunswijk is. In het document wordt de nederzetting als Brunesguik omschreven. Als schutspatroon wordt de heilige Magnus vermoed, een heilige die met name onder de Friezen bijzonder vereerd werd. In dit geval zou de nederzetting al zeer vroeg handelsbetrekkingen tot de Noordzeekusten onderhouden.

## Bouwgeschiedenis
De wijding van de voorganger vond in 1031 plaats. In de fundamenten zijn nog resten van deze oorspronkelijke kerk bewaard gebleven. Vanaf 1252 werd er een drieschepige gotische hallenkerk gebouwd zonder de dwarsgevels zoals die bij de andere kerken van Brunswijk veel voorkomen. Tussen 1873 en 1877 werd het gebouw door Ludwig Winter gerestaureerd en door Max Osterloh en Adolf Quensen in de stijl van het historisme beschilderd.
Tijdens de Tweede Wereldoorlog werd de kerk door het bombardement van 23 april 1944 zeer sterk beschadigd. Zo erg, dat na het einde van de oorlog enkel de toren en de zuilenarcades nog overeind stonden. Van 1956 tot 1964 werd de Magnuskerk in wezenlijk andere, deels moderne, stijl herbouwd.
Bij de herbouw werd het kerkschip aanmerkelijk lager herbouwd. De resten van de venters in de zuidelijke muur werden dichtgemetseld en de noordelijk muur werd in beton met grote ramen uitgevoerd. De totaal vernietigde apsis uit 1447 werd zonder gotisch maaswerk in de vensters herbouwd. De nog intacte noordelijke zuilenarcade van het kerkschip werd afgebroken om zo één grote ruimte te creëren. De gewelven werd in de apsis hersteld, maar het kerkschip kreeg een houten plafond.
De herbouw van Brunswijks oudste kerk in moderne vorm geldt als omstreden en is zeer veel bekritiseerd. Aan de ene kant werden intacte historische bouwdelen verwijderd, aan de andere kant werd een volledig vernietigde apsis in een historiserende vorm herbouwd zoals ze nooit heeft bestaan. Maar boven alles had de Magnuskerk voor de verwoesting geen, voor de Brunswijker kerken anders zo karakteristieke, traveegevels. Desondanks werden na de wederopbouw de traveeën van de apsis van gevels voorzien.
In 1958 werd aan de buitengevel van het koor een modern beeld met de naam Der Rufer van Bodo Kampmann aangebracht. Het beeld symboliseert een apocalyptische engel die op een trompet het Jongste Gericht blaast. Het vermanende roepen van de engel heeft betrekking op de Tweede Wereldoorlog en de verwoesting van Brunswijk.

## Interieur
- Aan de noordelijke muur van het kerkschip is in moderne glas-in-loodramen de tocht van de Israëlieten door de Rode Zee te zien.
- In de kerk bevinden zich een bronzen doopvont van 1458, resten van een passiecyclus, meerdere epitafen en een torso van het barokke hoogaltaar van 1730-1734.
- Ter gelegenheid van de herinwijding in 1964 kreeg de kerk een modern bronzen triomfkruis omgeven met een cirkel van engelen.

## Klokken
In de klokkenstoel tussen de twee kleine octagonale torens hangt de Magnusklok uit het jaar 1335. Het is de oudste klok van Brunswijk. In totaal bezit de kerk vijf klokken, waarvan de twee kleinste klokken nooit worden geluid.
| Nr. | Naam                  | Gietjaar | Gewicht | Toon |
| 1   | Heer - Friedensglocke | 1643     | 3000 kg | h0   |
| 2   | Magnusglocke          | 1335     | 2000 kg | d0   |
| 3   | Stundenglocke         | 1406     | 1000 kg | fis  |
| 4   | Schosselglocke        | 1630     | 58 kg   | fis  |
| 5   | Schandelglocke        | 1445     | 23 kg   | fis  |

## Afbeeldingen

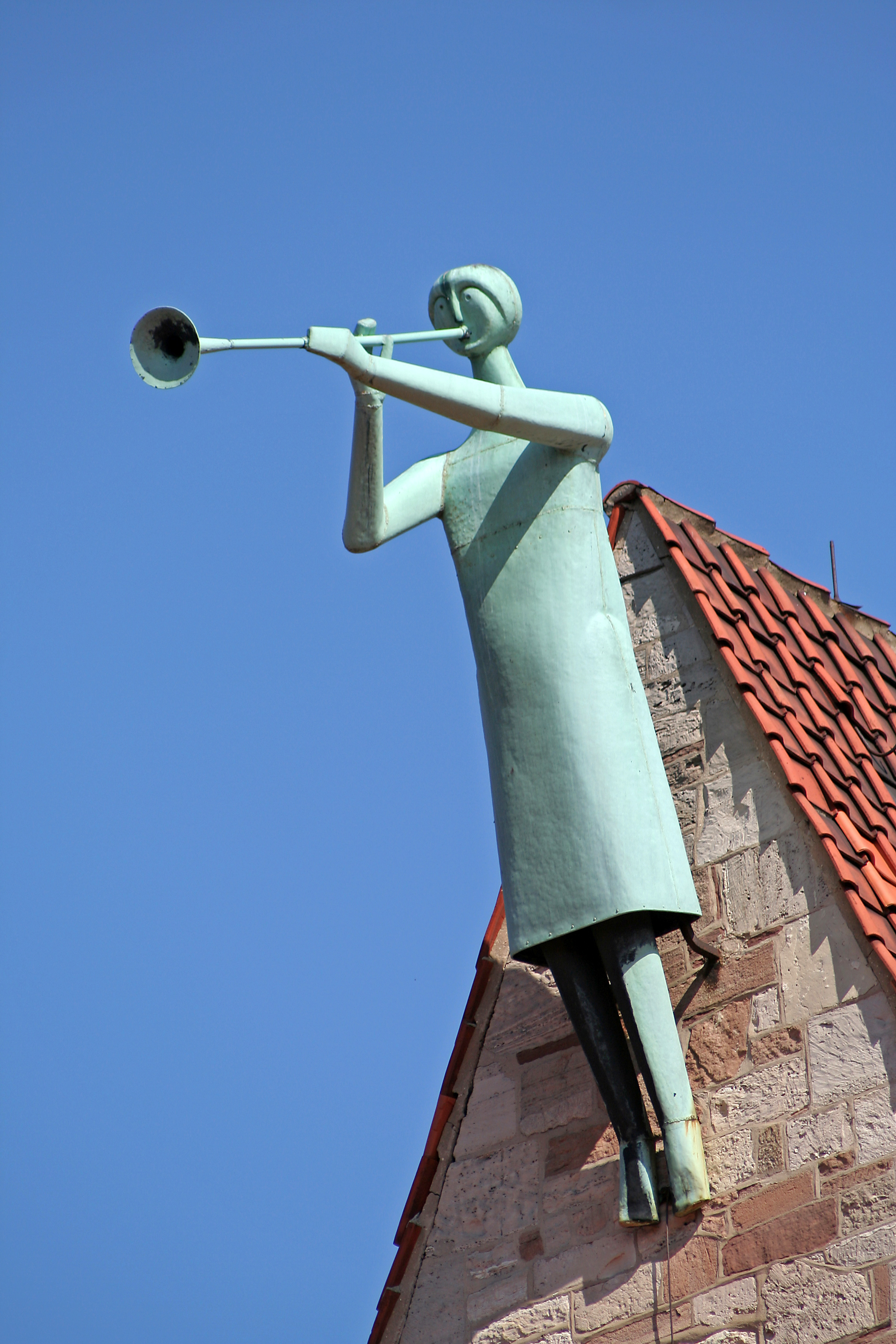
Der Rufer
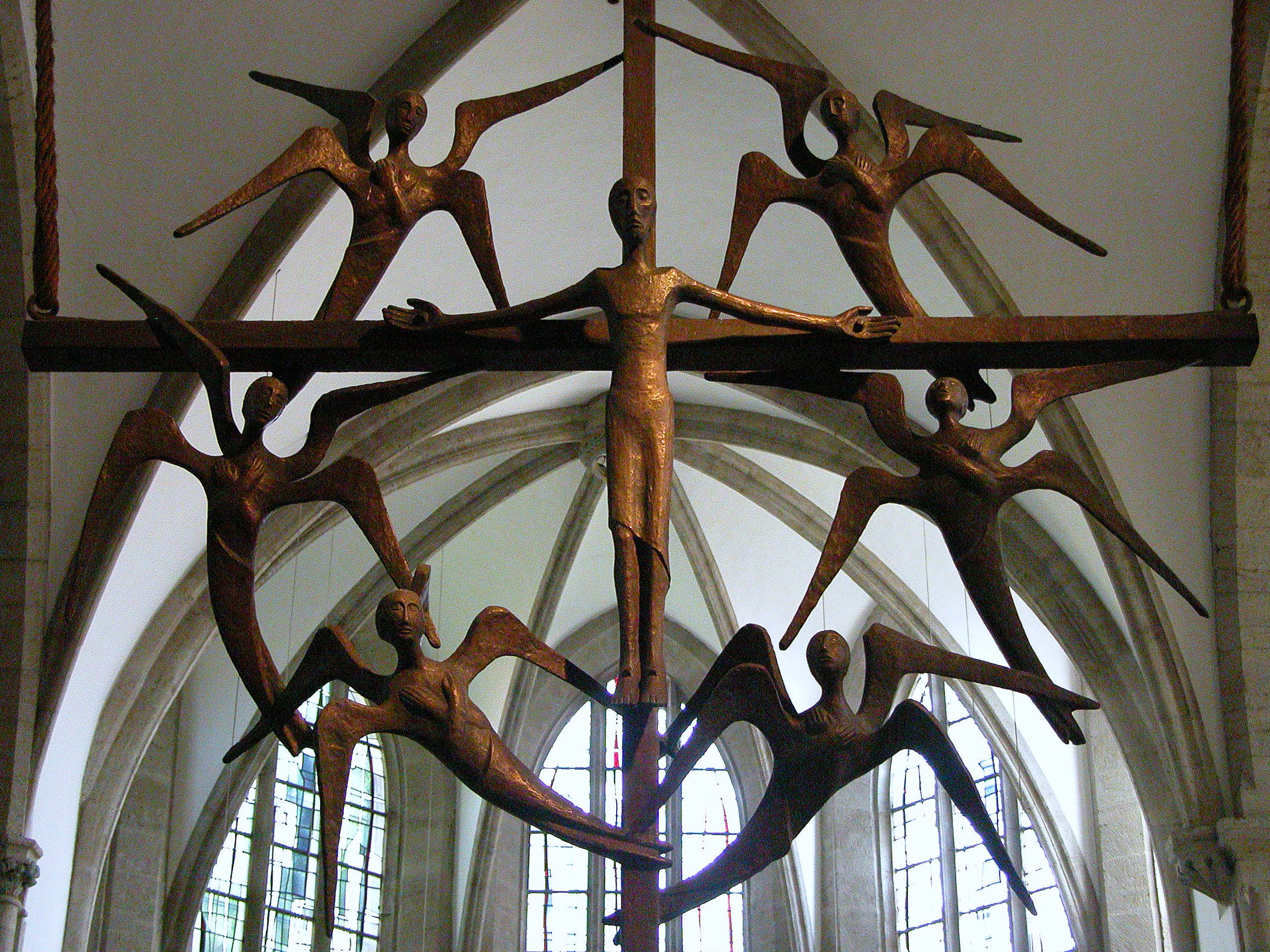
Triomfkruis (1963)
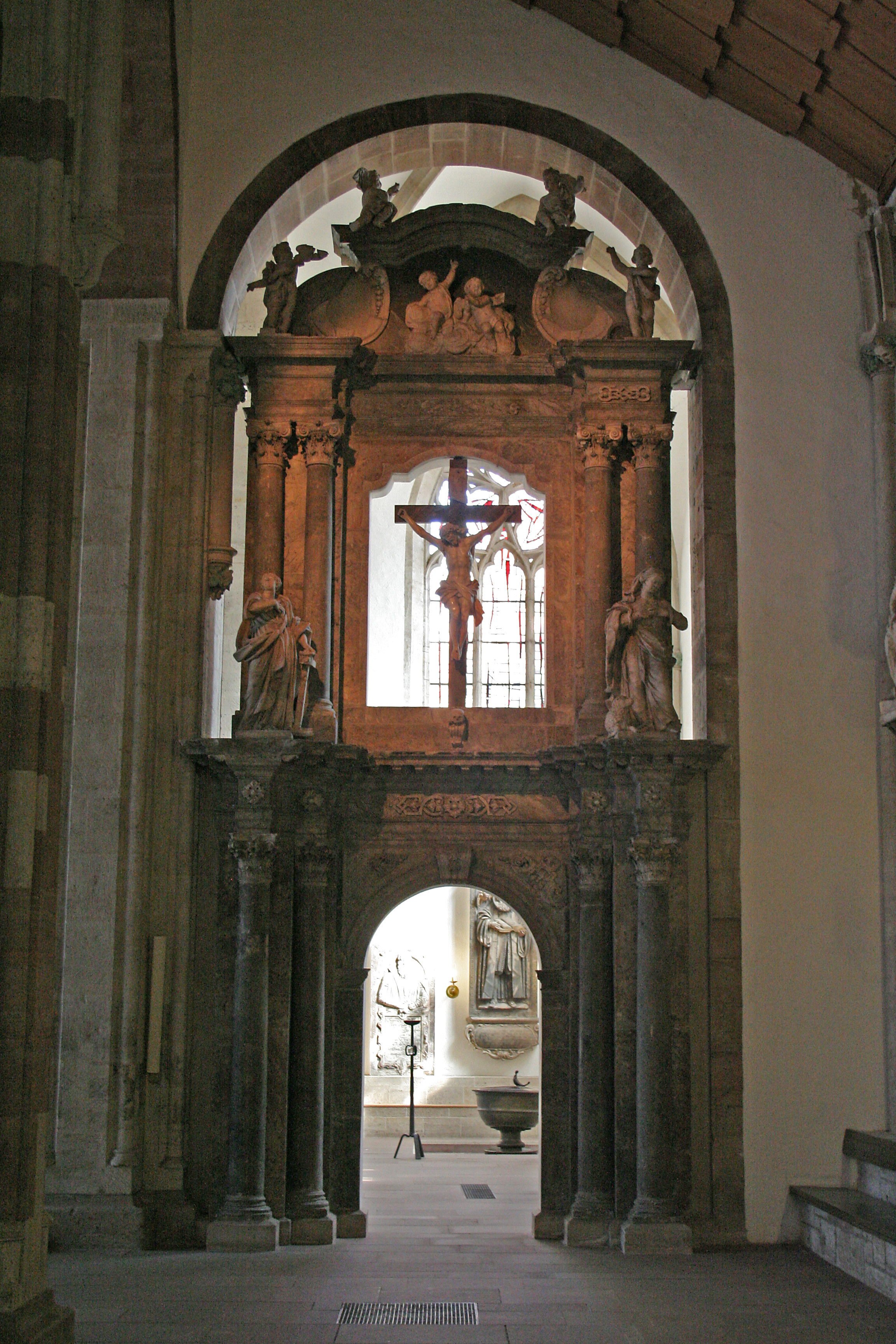
Hoogaltaar
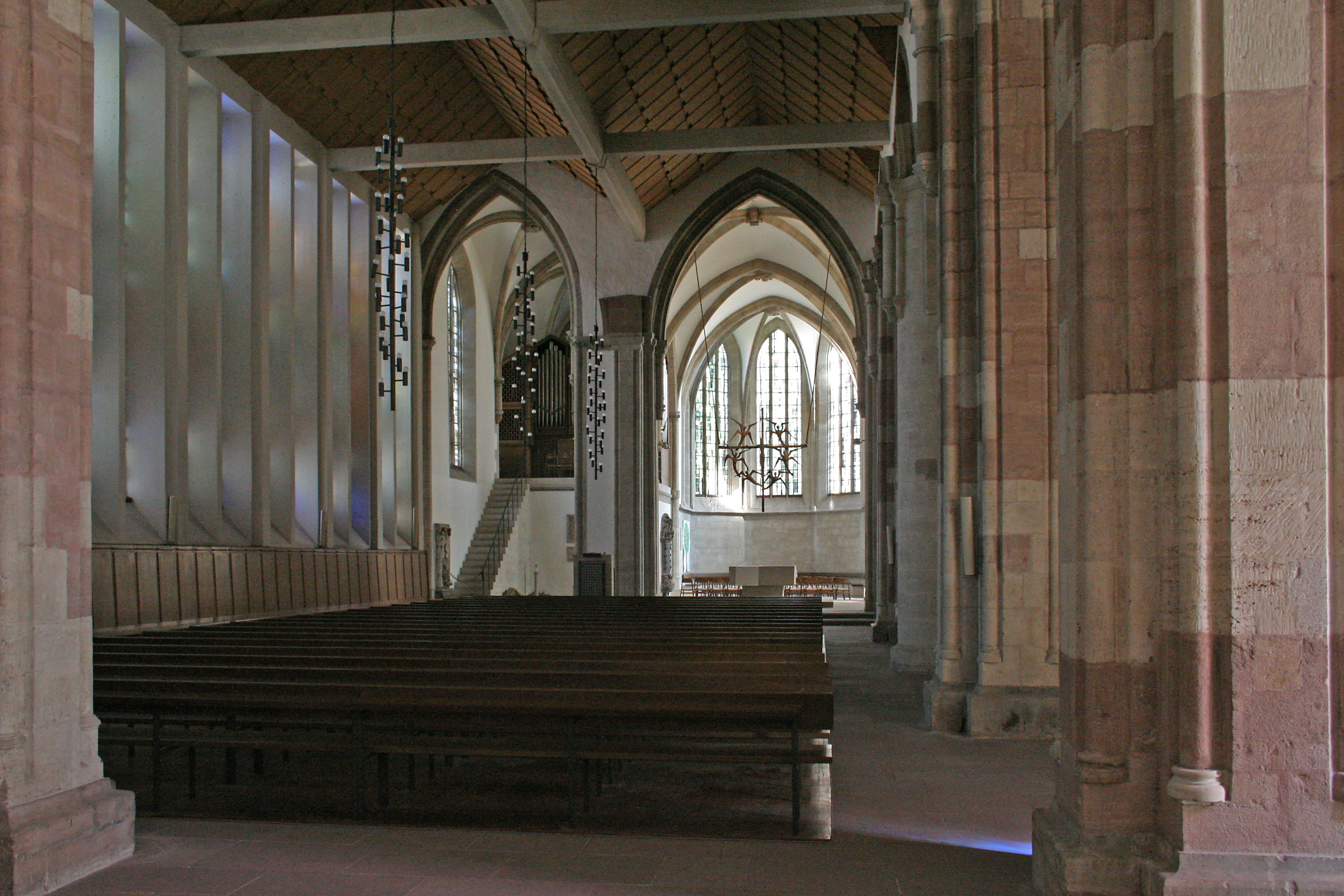
Kerkschip
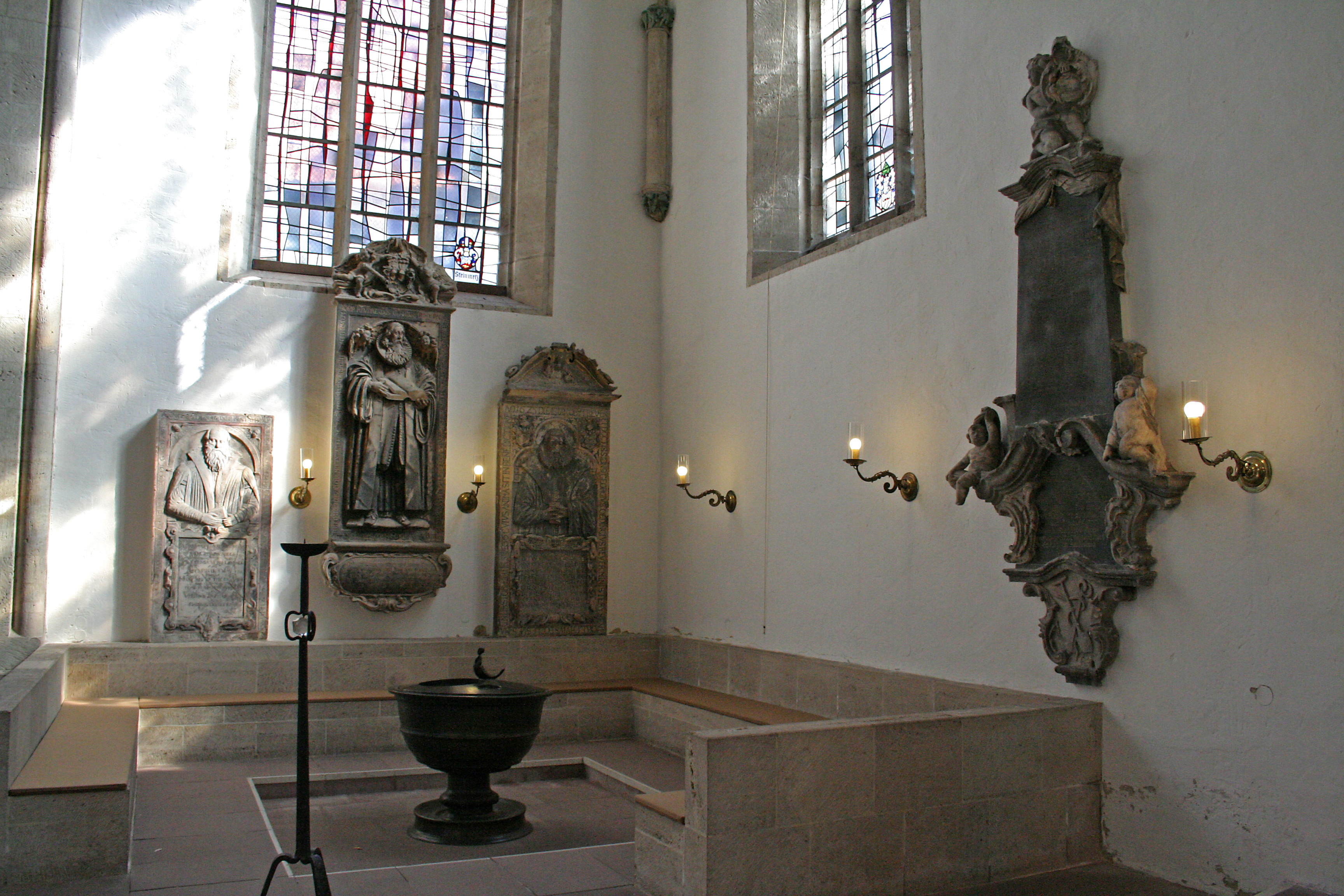
Doopvont (1458) en 16e- en 17e-eeuwse epitafen
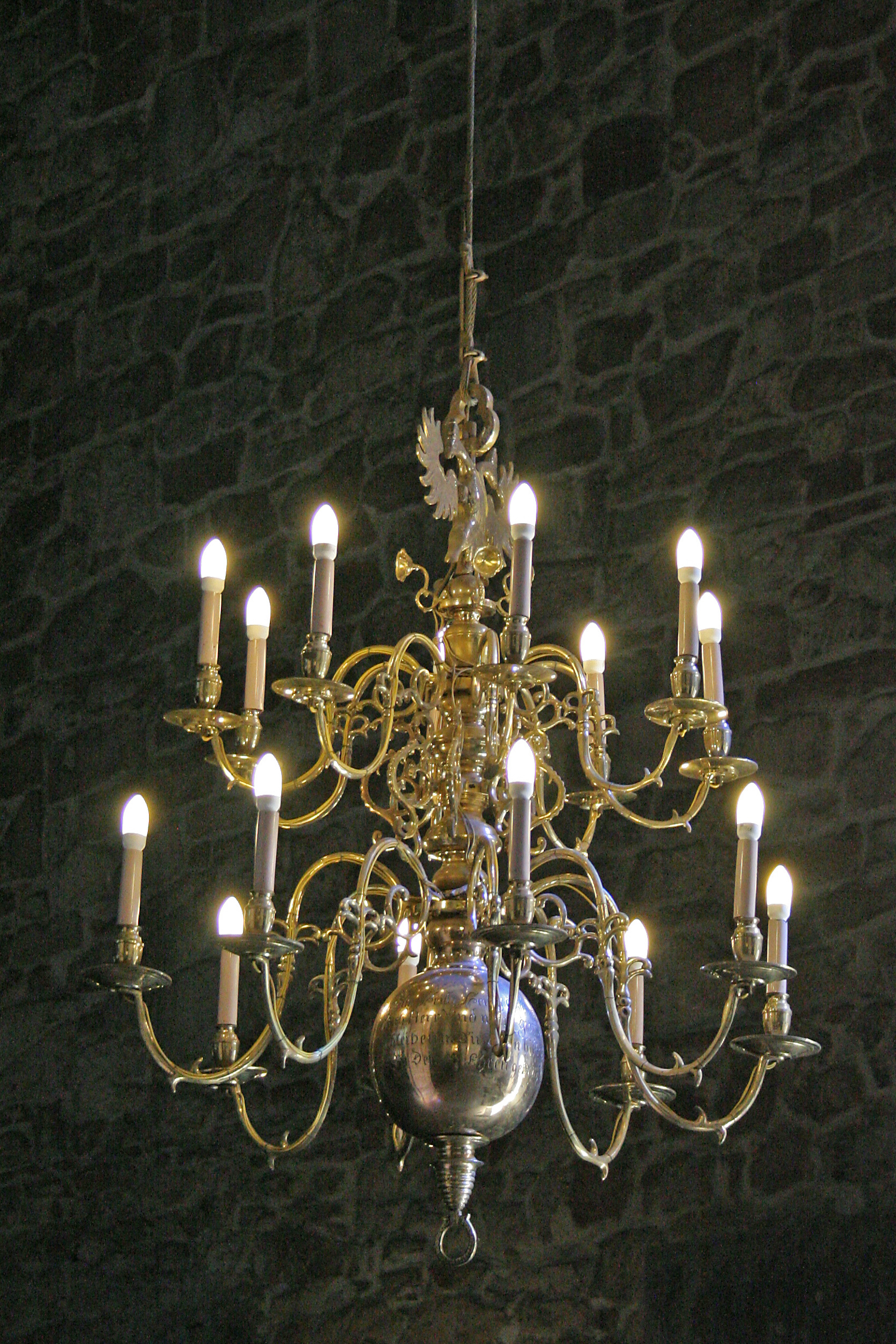
Kroonluchter (1718)
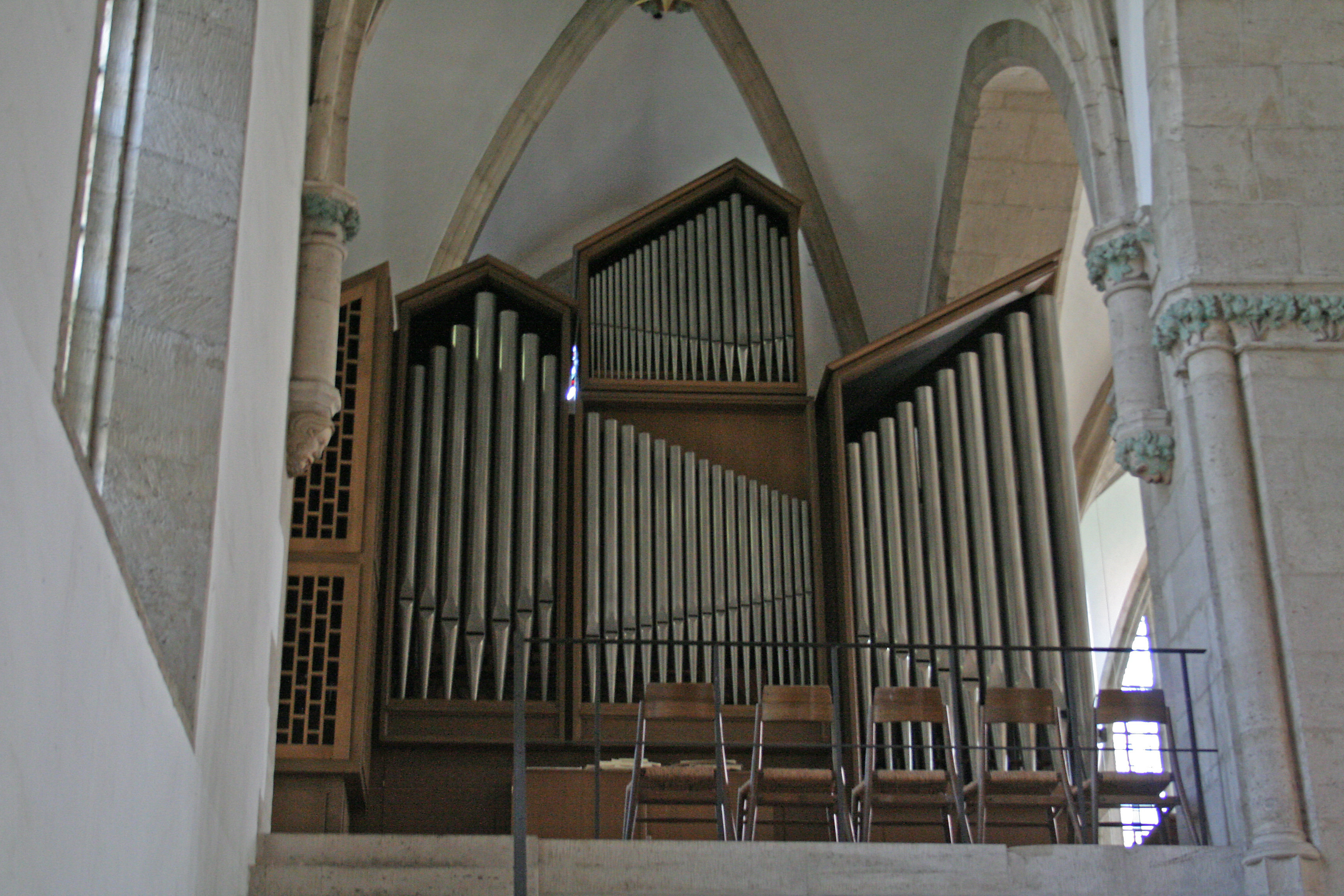
Orgel